# Эпифиллум
Эпифиллум (лат. Epiphyllum) — род эпифитных кактусов семейства кактусовые (Cactaceae). Насчитывается двадцать видов.

## Название
Научное название рода происходит от греческих слов «επι» («на») и «φυλλον» («лист»), что объясняется строением стеблей, похожих на листья, — цветки появляются как бы «на листьях».
В синонимику рода входят следующие названия:
- Phyllocactus Link — филлокактус, или листокактус. Филлокактусами в садоводстве также называют многочисленные гибриды с участием эпифиллума (см. раздел Культивирование).
- Phyllocereus Miq. — филлоцереус

## Распространение
Растения этого рода распространены в тропических и субтропических регионах Южной и Центральной Америки, доходя до Мексики.

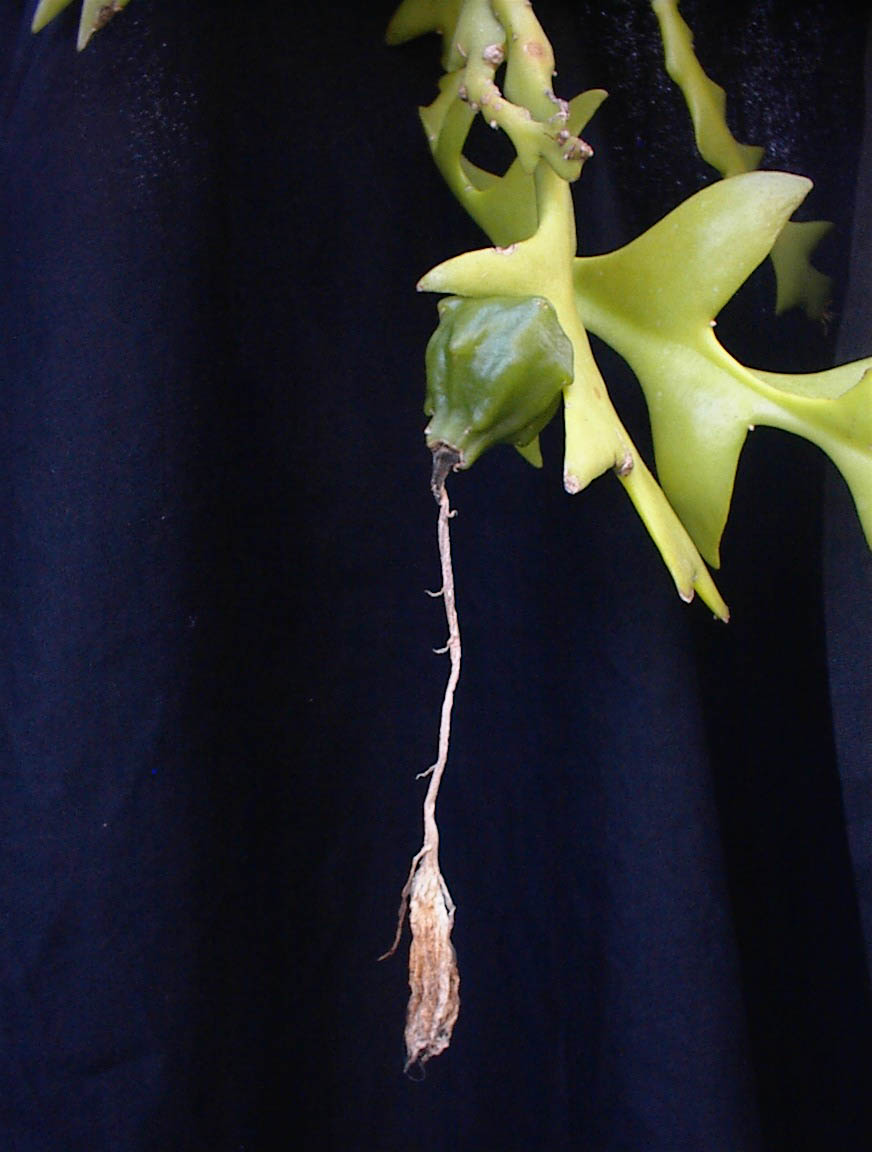
Недозрелый плод Epiphyllum anguliger

## Биологическое описание
Стебли длинные, ветвистые, стелющиеся или поникающие, нередко с волнистыми краями; могут быть либо плоскими (чаще), либо трёхгранными (реже). Колючки у взрослых растений на вегетативных органах отсутствуют. На стеблях развиваются воздушные корни.
Цветки крупные (длиной до 40 см), белые, воронковидные. Появляются весной или летом. Как цветочная трубка, так и завязь покрыты чешуйками, волосками и мелкими колючками. Могут открываться как днём, так и ночью.
Плоды крупные, красноватой окраски.

## Использование
Растения этого рода — популярные комнатные растения.

## Культивирование
Эпифиллумы обычно выращивают как ампельные растения. Для эпифиллумов лучше всего подходит рыхлая песчаная почва. Зимой растения следует содержать в прохладе и относительной сухости. Для оптимального цветения требуется хорошее освещение. Размножение — семенами весной или черенками летом.
Растения рода эпифиллум используются для создания красивоцветущих гибридов путём скрещивания с растениями из различных родов, главным образом из рода гилоцереус (Hylocereus). Эти гибриды в садоводстве нередко называют филлокактусами (Phyllocactus), эписами или эпикактусами - настоящими эпифиллумами они не являются.
| |  |  |  |
| Гибридные эпикактусы. Слева направо: Epiphyllum 'Madras Ribbon', Epiphyllum 'George French', Epiphyllum 'Wendy', Epiphyllum 'King Midas'. |  |  |  |

## Виды
Некоторые виды рода эпифиллум:
- Epiphyllum crenatum (Lindl.) G.Don [syn.  Cereus crenatus Lindl.]
- Epiphyllum hookeri Haw. — эпифиллум Гукера [syn. Epiphyllum phyllanthus var. hookeri (Haw.) Kimnach]

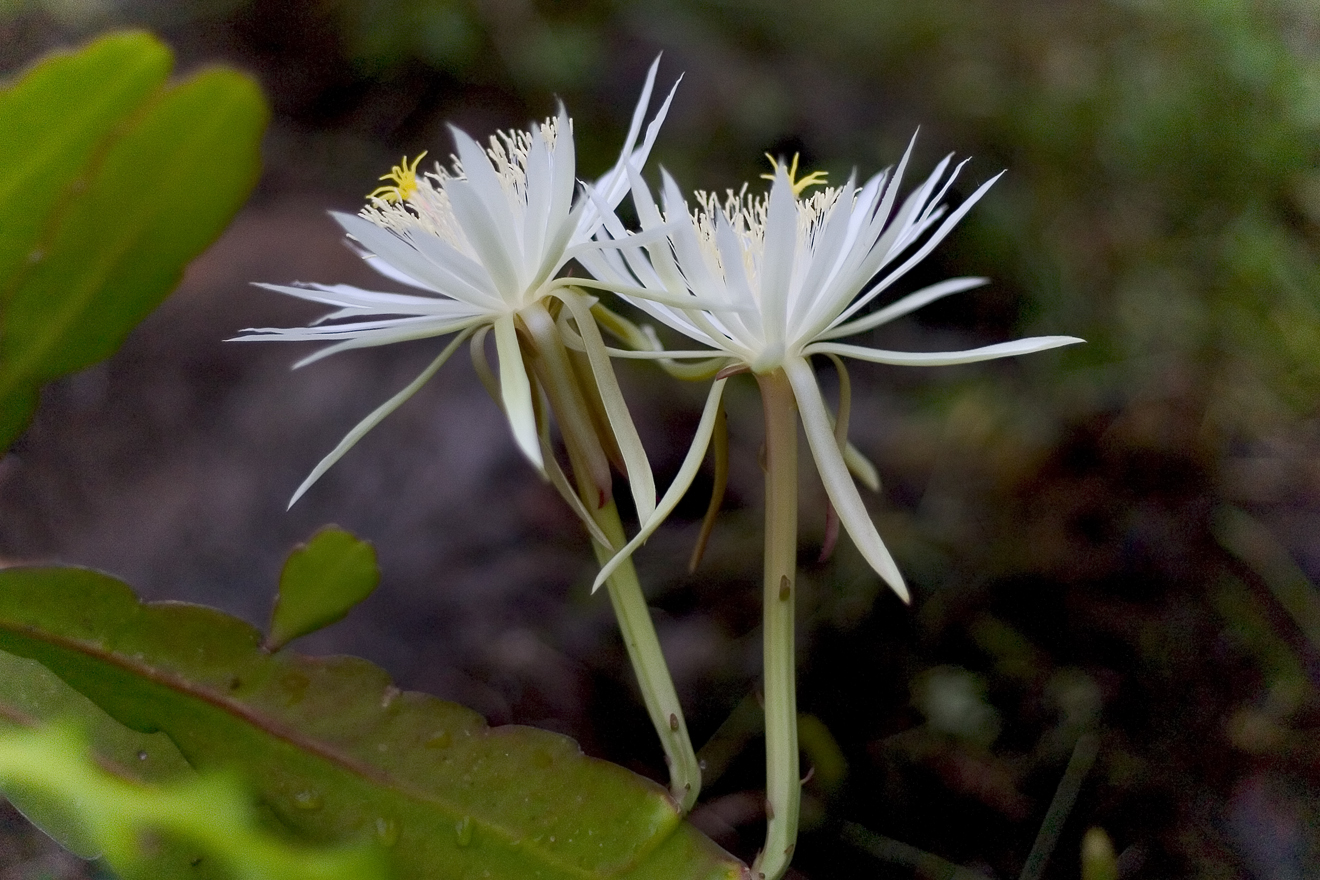
эпифиллум Гукера (Epiphyllum hookeri)

- Epiphyllum oxypetalum (DC.) Haw. — эпифиллум остролепестный [syn.  Cereus oxypetalus DC.] Вид, ареал которого простирается от Мексики до Бразилии. Стебли достигают почти двух метров в длину и 10 см в ширину. Цветки ночные, до 15 см в диаметре, с сильным запахом[1]
- Epiphyllum phyllanthus (L.) Haw. typus [syn.  Cactus phyllanthus L.]

Название Epiphyllum phyllanthoides (DC.) Sweet согласно современным представлениям включено в синонимику вида Disocactus phyllanthoides (DC.) Barthlott.